# Qualifications pour la Coupe du monde féminine de rugby à XV 2014
Navigation
Qualifications Coupe du monde féminine 2017
Les qualifications pour la Coupe du monde féminine de rugby à XV 2014  mettent aux prises les équipes nationales de rugby à XV afin de qualifier six formations qui disputent la phase finale au côté des six équipes qualifiées d’office.

## Qualifications
Après la Women's Rugby World Cup 2010, six équipes sont automatiquement qualifiées : les trois meilleures équipes de l'édition précédente (Nouvelle-Zélande, Angleterre et Australie), ainsi que la France (organisatrice), les États-Unis et le Canada.

### Qualifiés d’office
Les six premiers de la Coupe du monde 2010 sont qualifiés d’office pour l’édition 2014. Il s'agit des équipes suivantes :
- Nouvelle-Zélande, vainqueur en 2010
- Angleterre, pays organisateur en 2010 et finaliste en 2010
- Australie, troisième en 2010
- France, quatrième en 2010 et organisateur en 2014
- États-Unis, cinquième en 2010
- Canada, sixième en 2010.

### Autres qualifiés
Six places sont à attribuer par le biais des qualifications continentales avec la répartition suivante :
- Afrique : 1 place ;  Afrique du Sud
- Amériques : néant
- Asie : 1 place ;  Kazakhstan
- Europe : 4 places ;  Irlande,  Pays de Galles,  Espagne et  Samoa
- Océanie : néant

Le premier match qualificatif a lieu le 5 février 2012 à l'occasion du Tournoi des Six Nations féminin 2012.

### Afrique
L'Afrique du Sud, dixième en 2010, affronte le vainqueur de l'Elgon Cup féminin au deuxième tour de qualification. 
Liste des participants aux qualifications :
- Afrique du Sud
- Kenya
- Ouganda

#### 1ertour
| 15 juin 2013 | Kenya | 18 - 17 | Ouganda | Moi International Sports Centre, Nairobi |
| 15 juin 2013 |       |         |         | Moi International Sports Centre, Nairobi |
| 15 juin 2013 |       |         |         | Moi International Sports Centre, Nairobi |

| 22 juin 2013 | Ouganda | 13 - 8 | Kenya | Kyadondo Rugby Club, Kampala |
| 22 juin 2013 |         |        |       | Kyadondo Rugby Club, Kampala |
| 22 juin 2013 |         |        |       | Kyadondo Rugby Club, Kampala |

L'Ouganda remporte l'Elgon Cup féminin et se qualifie pour le tour suivant.

#### 2etour
| 7 septembre 2013 | Afrique du Sud | 63 - 3 | Ouganda | Buffalo City Stadium, East London |
| 7 septembre 2013 |                |        |         | Buffalo City Stadium, East London |
| 7 septembre 2013 |                |        |         | Buffalo City Stadium, East London |

L'Afrique du Sud se qualifie pour la Coupe du monde 2014.

### Amériques
Les États-Unis et le Canada sont qualifiés automatiquement.

### Asie
Le vainqueur de l'Asian Four Nations Championship 2013 se qualifie pour la Coupe du monde. 
Liste des participants aux qualifications :
| - Laos - Singapour - Philippines - Thaïlande | - Japon - Hong Kong - Kazakhstan - Singapour |

#### 1ertour
|  | Demi-finales    | Demi-finales    |           |    | Finale          | Finale          |
|  | Demi-finales    | Demi-finales    |           |    | Finale          | Finale          |
|  |                 |                 |           |    |                 |                 |
|  | le 14 juin 2012 | le 14 juin 2012 |           |    | le 16 juin 2012 | le 16 juin 2012 |
|  | le 14 juin 2012 | le 14 juin 2012 |           |    | le 16 juin 2012 | le 16 juin 2012 |
|  | Laos            | 0               |           |    | le 16 juin 2012 | le 16 juin 2012 |
|  | Laos            | 0               |           |    | le 16 juin 2012 | le 16 juin 2012 |
|  | Singapour       | 74              |           |    | le 16 juin 2012 | le 16 juin 2012 |
|  | Singapour       | 74              | Singapour | 21 |                 |                 |
|  | le 14 juin 2012 |                 | Singapour | 21 |                 |                 |
|  |                 | Thaïlande       | 19        |    |                 |                 |
|  | Philippines     | Thaïlande       | 19        | 18 |                 |                 |
|  | Philippines     |                 |           | 18 |                 |                 |
|  | Thaïlande       | 50              |           |    |                 |                 |
|  | Thaïlande       | 50              |           |    |                 |                 |

#### 2etour
|  | Demi-finales        | Demi-finales        |       |    | Finale              | Finale              |
|  | Demi-finales        | Demi-finales        |       |    | Finale              | Finale              |
|  |                     |                     |       |    |                     |                     |
|  | le 4 septembre 2013 | le 4 septembre 2013 |       |    | le 7 septembre 2013 | le 7 septembre 2013 |
|  | le 4 septembre 2013 | le 4 septembre 2013 |       |    | le 7 septembre 2013 | le 7 septembre 2013 |
|  | Japon               | 82                  |       |    | le 7 septembre 2013 | le 7 septembre 2013 |
|  | Japon               | 82                  |       |    | le 7 septembre 2013 | le 7 septembre 2013 |
|  | Hong Kong           | 0                   |       |    | le 7 septembre 2013 | le 7 septembre 2013 |
|  | Hong Kong           | 0                   | Japon | 23 |                     |                     |
|  | le 4 septembre 2013 |                     | Japon | 23 |                     |                     |
|  |                     | Kazakhstan          | 25    |    |                     |                     |
|  | Kazakhstan          | Kazakhstan          | 25    | 91 |                     |                     |
|  | Kazakhstan          |                     |       | 91 |                     |                     |
|  | Singapour           | 5                   |       |    |                     |                     |
|  | Singapour           | 5                   |       |    |                     |                     |

Le Kazakhstan se qualifie pour la Coupe du monde 2014.

### Europe
Quatre places sont attribuées pour les pays européens en plus de la France (organisatrice) et de l'Angleterre (finaliste en 2010).
Liste des participants aux qualifications :
| - Irlande - Pays de Galles - Italie - Écosse - Samoa | - Finlande - Pays-Bas - Russie - Suède |

#### 1ertour
Les deux premières équipes du classement combiné du Tournoi des Six Nations 2012 et du Tournoi des Six Nations 2013 sont qualifiées pour la Coupe du monde 2014. Les 2 autres participent au 3e tour.
| Rang | Nation         | J  | V | N | D  | Pm  | Pe  | Diff | Pts |
| ---- | -------------- | -- | - | - | -- | --- | --- | ---- | --- |
| 3    | Irlande        | 10 | 8 | 0 | 2  | 197 | 67  | +130 | 16  |
| 4    | Pays de Galles | 10 | 4 | 0 | 6  | 105 | 192 | -87  | 8   |
| 5    | Italie         | 10 | 3 | 0 | 7  | 94  | 225 | -131 | 6   |
| 6    | Écosse         | 10 | 0 | 0 | 10 | 15  | 342 | -327 | 0   |

|  | Qualifiés |

#### 2etour
La Suède et les Pays-Bas se qualifient pour le 3e tour.
|  | Demi-finales              | Demi-finales              |                        |   | Finale                    | Finale                    |
|  | Demi-finales              | Demi-finales              |                        |   | Finale                    | Finale                    |
|  |                           |                           |                        |   |                           |                           |
|  | le 3 mai 2012, à Enköping | le 3 mai 2012, à Enköping |                        |   | le 6 mai 2012, à Enköping | le 6 mai 2012, à Enköping |
|  | le 3 mai 2012, à Enköping | le 3 mai 2012, à Enköping |                        |   | le 6 mai 2012, à Enköping | le 6 mai 2012, à Enköping |
|  | Finlande                  | 0                         |                        |   | le 6 mai 2012, à Enköping | le 6 mai 2012, à Enköping |
|  | Finlande                  | 0                         |                        |   | le 6 mai 2012, à Enköping | le 6 mai 2012, à Enköping |
|  | Pays-Bas                  | 105                       |                        |   | le 6 mai 2012, à Enköping | le 6 mai 2012, à Enköping |
|  | Pays-Bas                  | 105                       | Pays-Bas               | 3 |                           |                           |
|  | le 3 mai 2012, à Enköping |                           | Pays-Bas               | 3 |                           |                           |
|  |                           | Suède                     | 10                     |   |                           |                           |
|  | Russie                    | Suède                     | 10                     | 0 |                           |                           |
|  | Russie                    |                           |                        | 0 |                           |                           |
|  | Suède                     | 67                        |                        |   |                           |                           |
|  | Suède                     | 67                        | Match pour la 3e place |   |                           |                           |
|  |                           |                           |                        |   |                           |                           |
|  | le 6 mai 2012, à Enköping |                           |                        |   |                           |                           |
|  |                           |                           |                        |   |                           |                           |
|  | Finlande                  | 17                        |                        |   |                           |                           |
|  | Finlande                  | 17                        |                        |   |                           |                           |
|  | Russie                    | 45                        |                        |   |                           |                           |
|  | Russie                    | 45                        |                        |   |                           |                           |

#### 3etour
Les deux dernières équipes du classement combiné des Tournois 2012 et 2013 (Italie et Écosse), les deux finalistes du 2e tour (Suède et Pays-Bas), les Samoa  et l'Espagne participent à un tournoi organisé à Madrid du 20 avril 2013 au 27 avril 2013.

##### Classement
| Rang | Nation   | J | V | N | D | Pm  | Pe  | Diff | Pts |
| ---- | -------- | - | - | - | - | --- | --- | ---- | --- |
| 1    | Espagne  | 3 | 3 | 0 | 0 | 171 | 7   | +164 | 15  |
| 2    | Samoa    | 3 | 2 | 0 | 1 | 84  | 79  | +5   | 11  |
| 3    | Écosse   | 3 | 2 | 0 | 1 | 95  | 42  | +53  | 10  |
| 4    | Italie   | 3 | 2 | 0 | 1 | 99  | 63  | +36  | 9   |
| 5    | Pays-Bas | 3 | 0 | 0 | 3 | 21  | 140 | -119 | 0   |
| 6    | Suède    | 3 | 0 | 0 | 3 | 8   | 147 | -139 | 0   |

|  | Qualifiées |

##### Détails des résultats

###### 1rejournée
| 20 avril 2013 | Italie | 66 - 22 | Samoa | Madrid |
| 20 avril 2013 |        |         |       | Madrid |
| 20 avril 2013 |        |         |       | Madrid |

| 20 avril 2013 | Pays-Bas | 7 - 29 | Écosse | Madrid |
| 20 avril 2013 |          |        |        | Madrid |
| 20 avril 2013 |          |        |        | Madrid |

| 20 avril 2013 | Suède | 0 - 55 | Espagne | Madrid |
| 20 avril 2013 |       |        |         | Madrid |
| 20 avril 2013 |       |        |         | Madrid |

###### 2ejournée
| 23 avril 2013 | Italie | 27 - 3 | Écosse | Madrid |
| 23 avril 2013 |        |        |        | Madrid |
| 23 avril 2013 |        |        |        | Madrid |

| 23 avril 2013 | Suède | 0 - 29 | Samoa | Madrid |
| 23 avril 2013 |       |        |       | Madrid |
| 23 avril 2013 |       |        |       | Madrid |

| 23 avril 2013 | Pays-Bas | 0 - 78 | Espagne | Madrid |
| 23 avril 2013 |          |        |         | Madrid |
| 23 avril 2013 |          |        |         | Madrid |

###### 3ejournée
| 27 avril 2013 | Suède | 8 - 63 | Écosse | Madrid |
| 27 avril 2013 |       |        |        | Madrid |
| 27 avril 2013 |       |        |        | Madrid |

| 27 avril 2013 | Pays-Bas | 14 - 33 | Samoa | Madrid |
| 27 avril 2013 |          |         |       | Madrid |
| 27 avril 2013 |          |         |       | Madrid |

| 27 avril 2013 | Italie | 7 - 38 | Espagne | Madrid |
| 27 avril 2013 |        |        |         | Madrid |
| 27 avril 2013 |        |        |         | Madrid |

L'Espagne et les Samoa se qualifient pour la Coupe du monde 2014.

### Océanie
Les Samoa participent aux qualifications de la zone Europe.